# Bobb’e Says
A Bobb'e Says 2009-ees amerikai élőszereplős sorozat, amelyet Mike Harney és a Cartoon Network Studios készített. A műsorban Bobb'e J. Thompson többek közt az adott részekben szereplő videóklipeket kommentálta. A sorozatot 2009. augusztus 9. és szeptember 23. közt adta a Cartoon Network a CN Real műsorblokk részeként ugyanakkor, amikor Dude, What Would Happen című műsor. A sorozat mindössze 6 részt élt meg, ezzel a Cartoon Network legrövidebb műsora lett. Magyarországon nem mutatták be.

## Epizódok
| #  | Eredeti cím            | Eredeti premier      |
| -- | ---------------------- | -------------------- |
| 1. | Tony Hawk's Warehouse  | 2009. augusztus 19.  |
| 2. | Theme Park             | 2009. augusztus 26.  |
| 3. | Hollywood              | 2009. szeptember 2.  |
| 4. | Skate Park             | 2009. szeptember 9.  |
| 5. | Skate Park             | 2009. szeptember 16. |
| 6. | Third Street Promenade | 2009. szeptember 23. |